# ماریا ماکوفسکا
ماریا ماکوفسکا (انگلیسی: Maria Makowska؛ زادهٔ ۲۵ ژانویهٔ ۱۹۶۹) بازیکن فوتبال اهل لهستان است.
از باشگاه‌هایی که در آن بازی کرده‌است می‌توان به باشگاه فوتبال ۱.اف‌اف‌سی توربین پوتسدام اشاره کرد.
وی همچنین در تیم ملی فوتبال زنان لهستان بازی کرده‌است.